# Saint-Jean-Cap-Ferrat
Saint-Jean-Cap-Ferrat ist eine französische Gemeinde mit 1.476 Einwohnern (Stand 1. Januar 2022) an der Mittelmeerküste (Côte d’Azur) im Département Alpes-Maritimes in der Region Provence-Alpes-Côte d’Azur. Sie ist ein Mitglied des Gemeindeverbands Métropole Nice Côte d’Azur. Saint-Jean-Cap-Ferrat verfügt über eine Hafenanlage.

## Geographie
Die Gemeinde und der Ort Saint-Jean-Cap-Ferrat liegt zwischen Nizza und dem Fürstentum Monaco an der französischen Riviera auf der Halbinsel Cap Ferrat, die an drei Seiten vom Meer umgeben ist.
Nachbargemeinden sind Villefranche-sur-Mer im Nordwesten und Beaulieu-sur-Mer im Nordosten.
Nach einer Studie des Unternehmens Knight Frank ist Saint-Jean-Cap-Ferrat mit durchschnittlich 30.300 Euro pro Quadratmeter Grund und Boden der teuerste Ort der Welt.

## Bevölkerungsentwicklung
| Jahr                       | 1962 | 1968 | 1975 | 1982 | 1990 | 1999 | 2009 | 2016 |
| Einwohner                  | 2416 | 2356 | 2268 | 2215 | 2248 | 1895 | 2035 | 1618 |
| Quellen: Cassini und INSEE |      |      |      |      |      |      |      |      |

## Sehenswürdigkeiten
- La Villa Ephrussi de Rothschild: auch „Villa Ile-de-France“ genannt, ist eines der schönsten Palais der Neurenaissance an der Côte d’Azur. Zwischen 1905 und 1912 in Saint-Jean-Cap-Ferrat im Auftrag der Baronin Béatrice Ephrussi de Rothschild (1864–1934) erbaut.

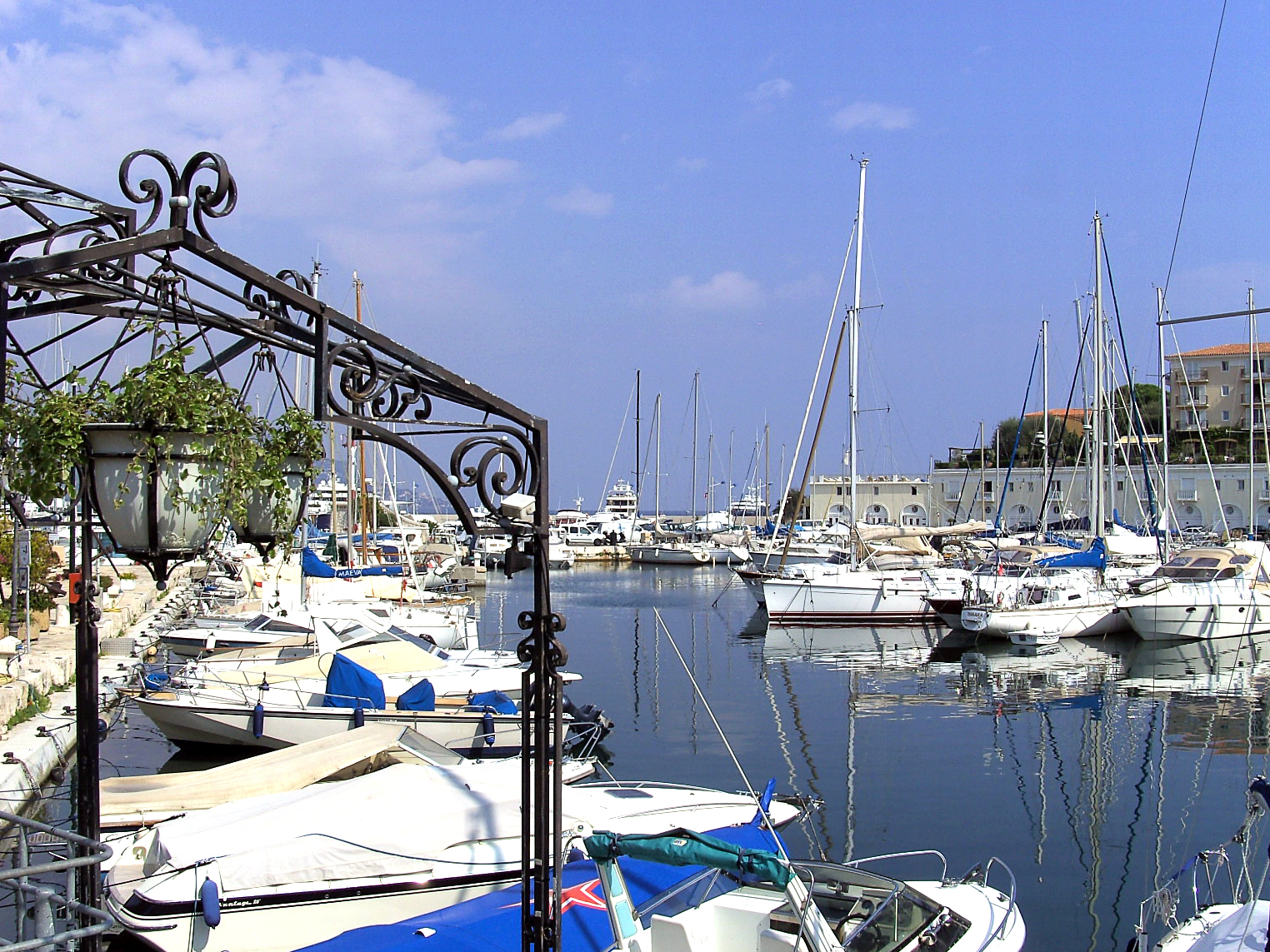
Yachthafen von Saint-Jean-Cap-Ferrat
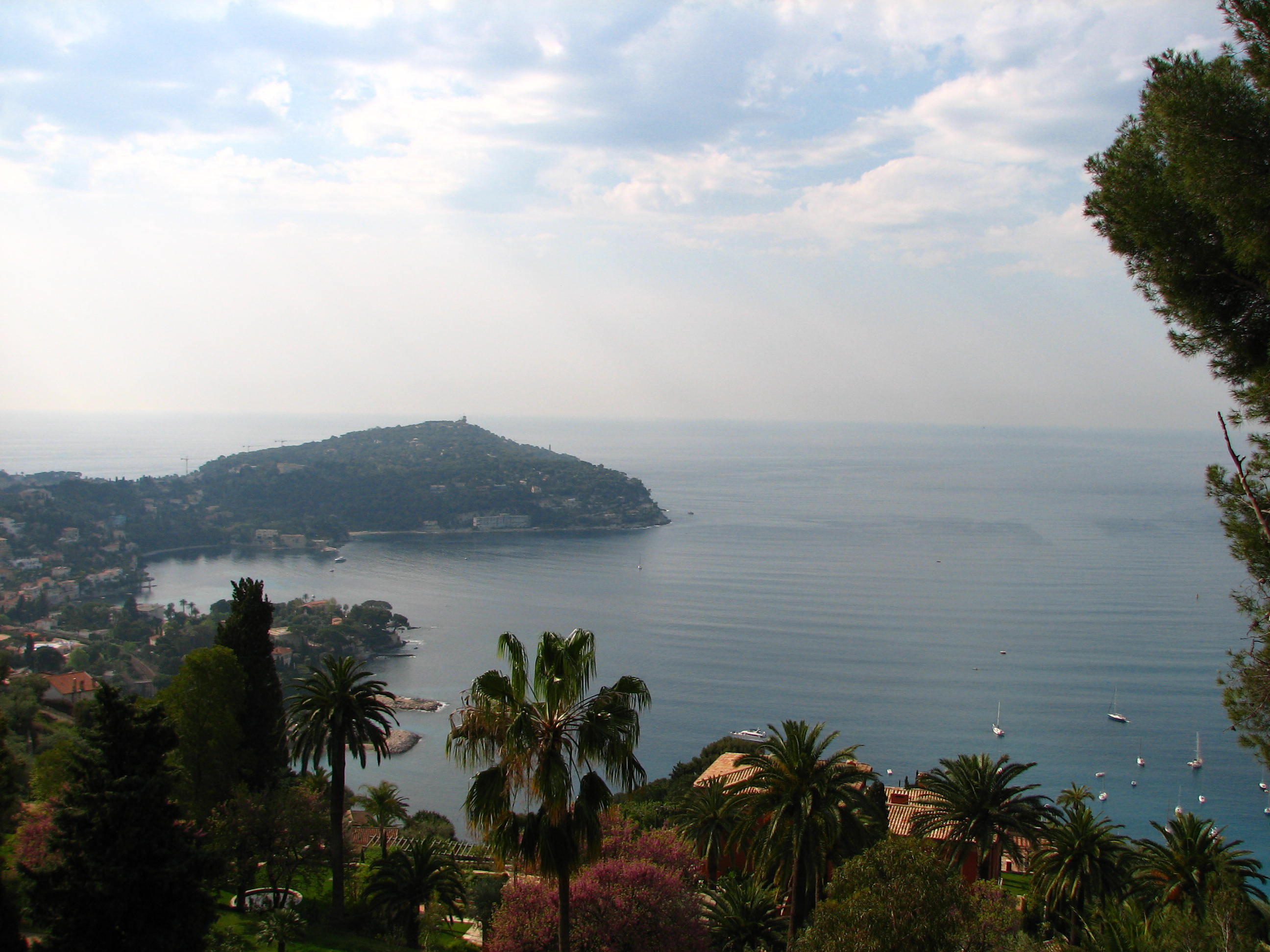
Blick auf das Cap Ferrat von Villefranche-sur-Mer aus gesehen
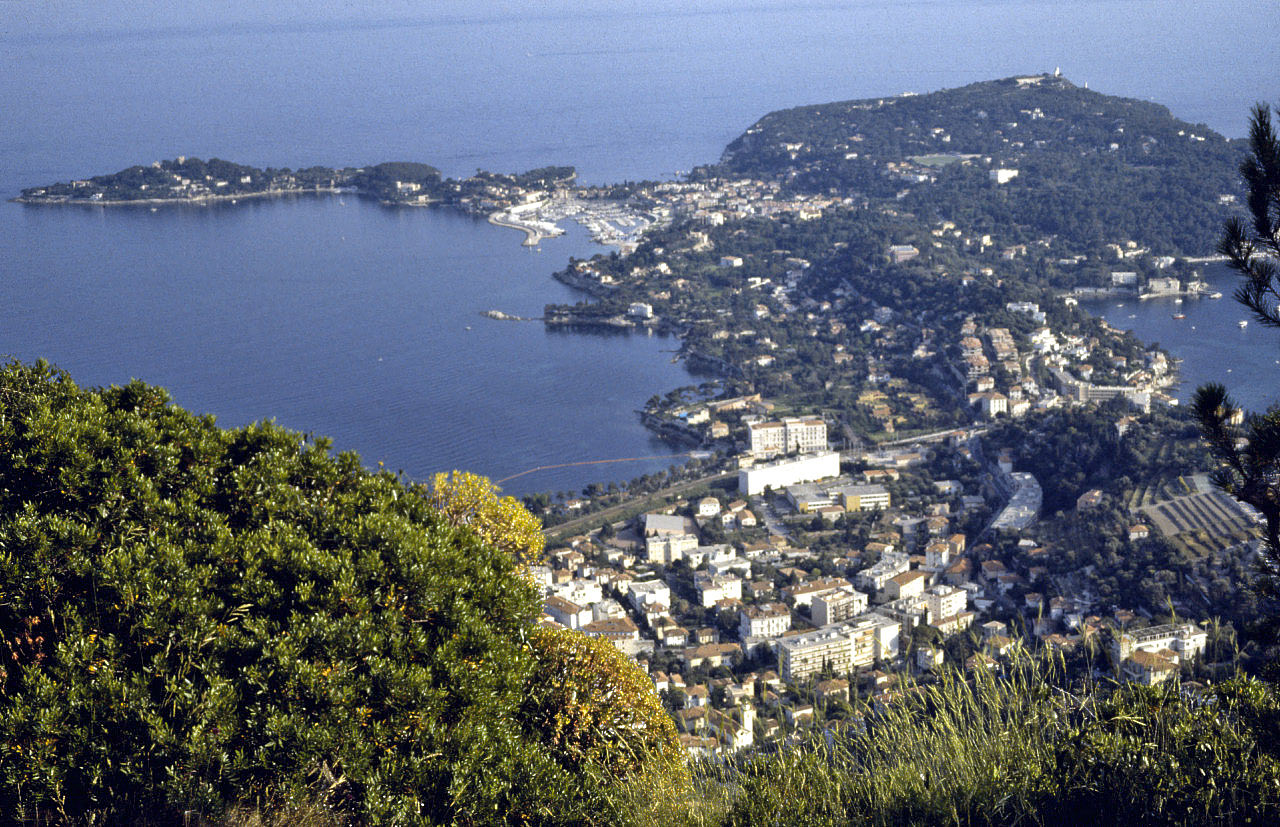
Saint-Jean-Cap-Ferrat von Beaulieu-sur-Mer aus gesehen
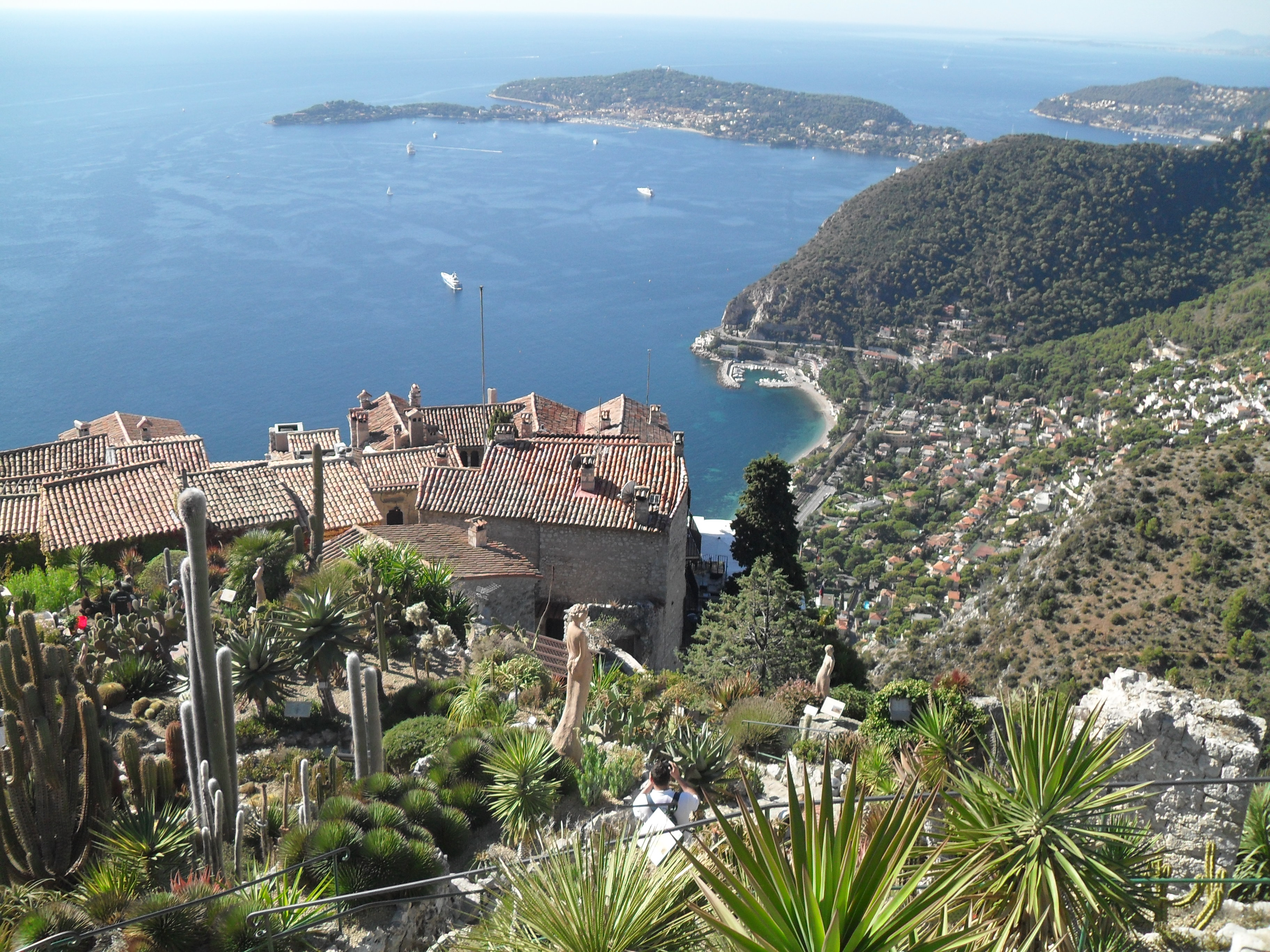
Blick auf Saint-Jean/Cap-Ferrat vom Botanischen Garten in Èze aus
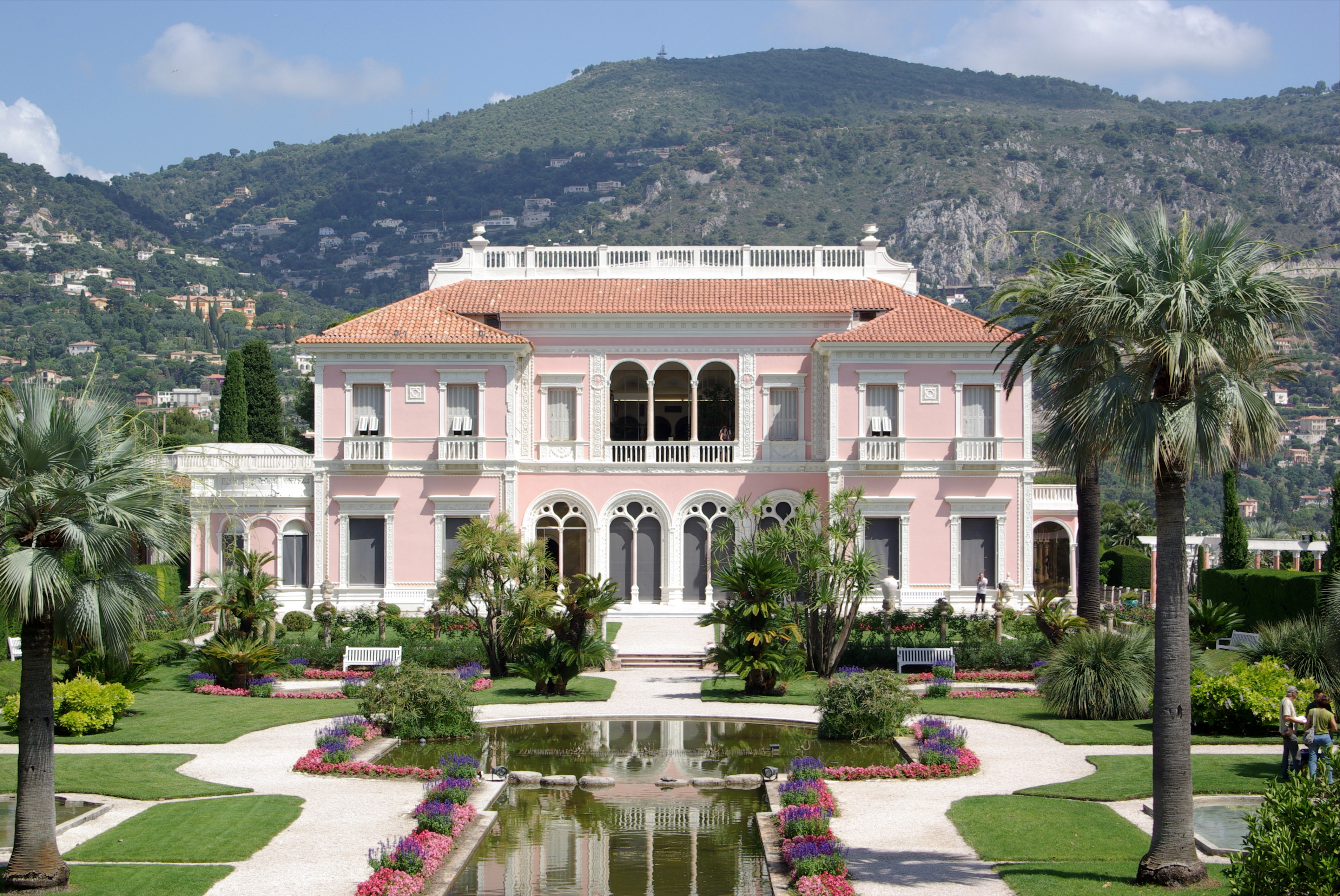
Villa Ephrussi de Rothschild
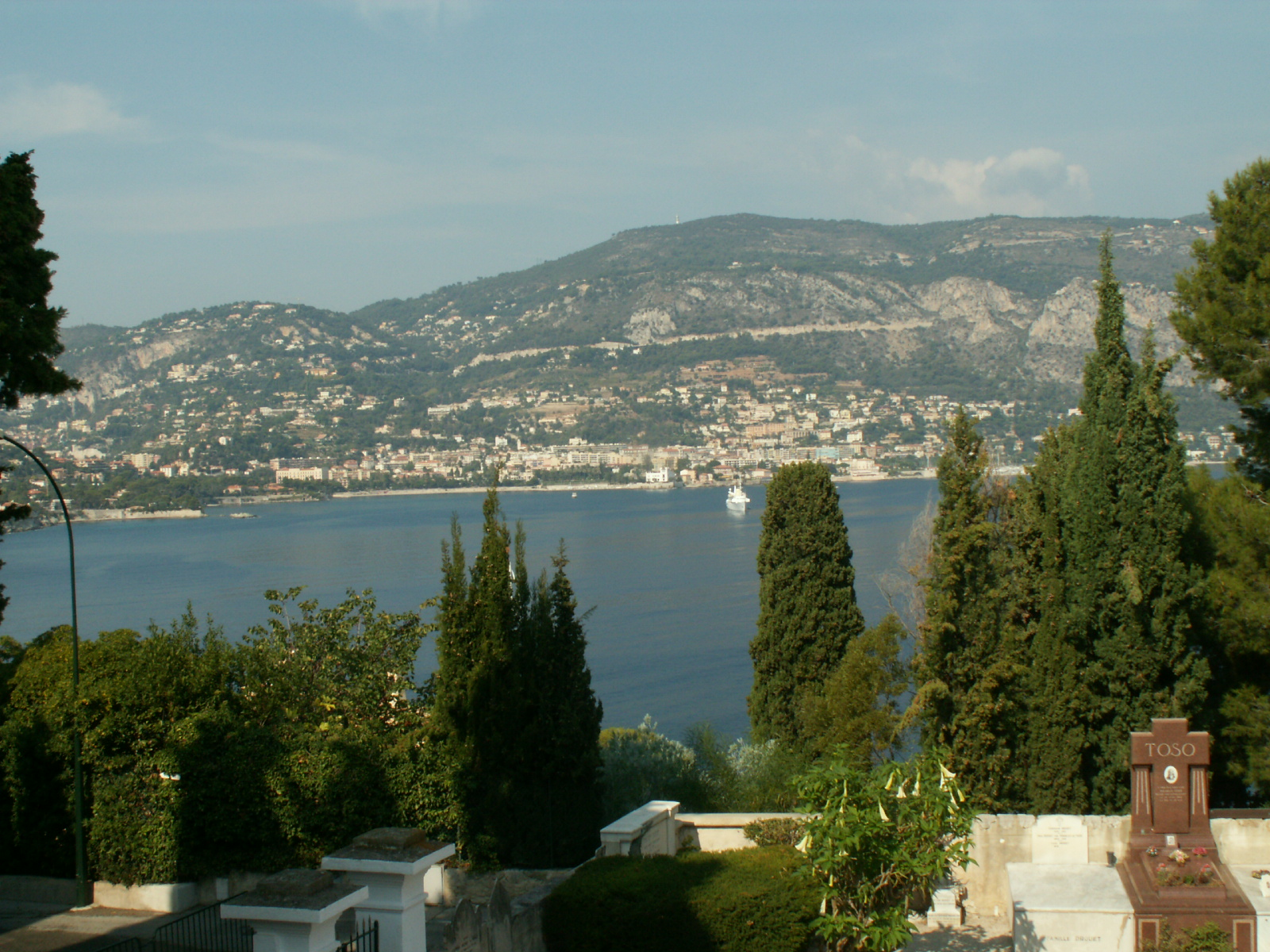
Beaulieu-sur-Mer vom Friedhof Saint-Hospice in Saint-Jean-Cap-Ferrat aus gesehen
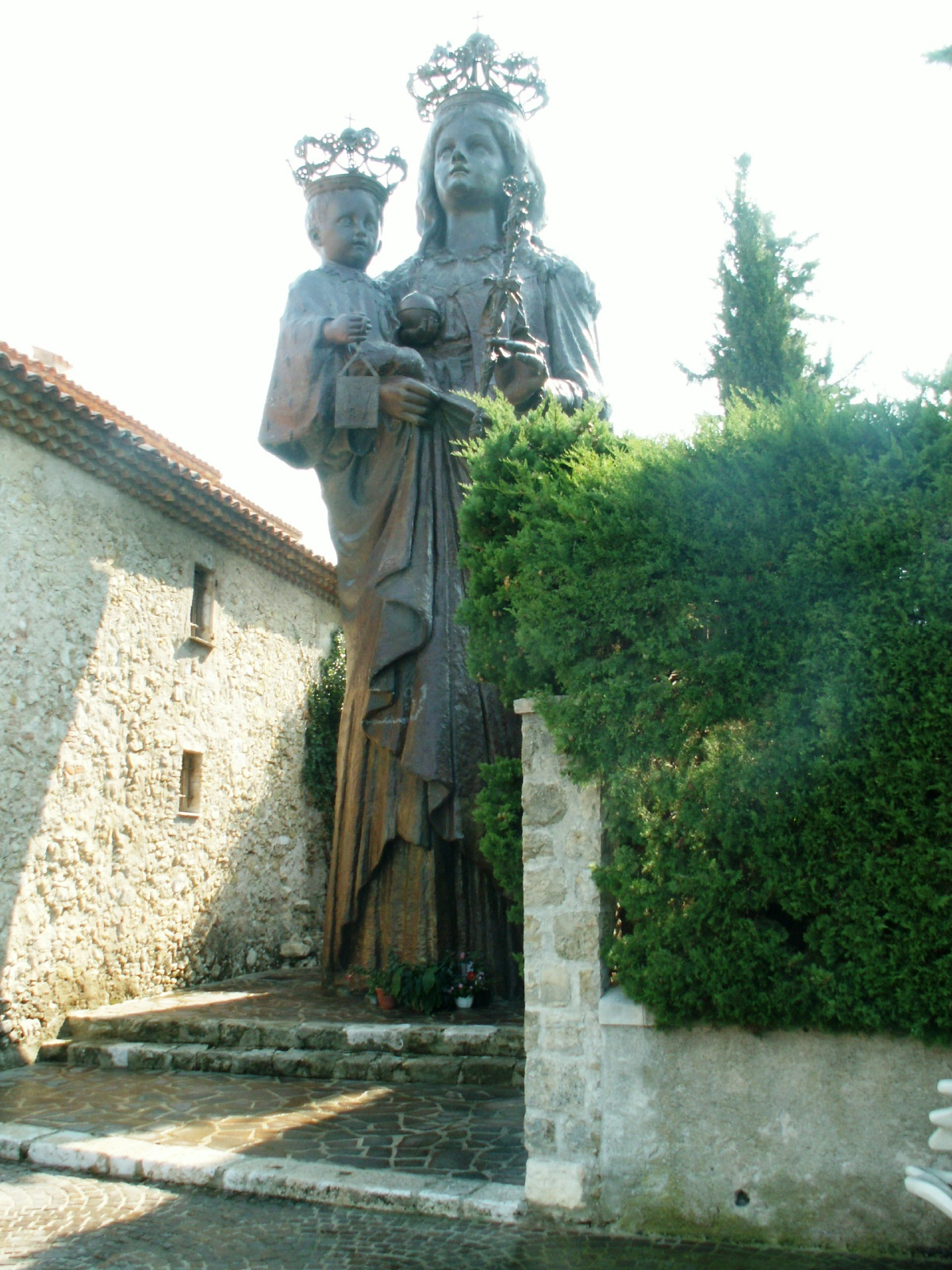
Die Schwarze Madonna von Saint-Jean-Cap-Ferrat